# Horná Poruba
Horná Poruba (allemand : Oberporub, hongrois : Felsőtölgyes) est un village de Slovaquie situé dans la région de Trenčín.

## Histoire
La première mention écrite du village date de 1355.

## Démographie

### Évolution de la population
| Année:               | 1994. | 2004.   | 2014.   | 2024.   |
| -------------------- | ----- | ------- | ------- | ------- |
| Nombre de personnes: | 1109  | 1093    | 1073    | 1104    |
| Différence:          |       | -1,44 % | -1,82 % | +2,88 % |

| Année:               | 2023. | 2024.   |
| -------------------- | ----- | ------- |
| Nombre de personnes: | 1110  | 1104    |
| Différence:          |       | -0,54 % |